# José Vicente Távora
Dom José Vicente Távora (Bom Jardim, 19 de julho de 1910 — Aracaju, 3 de abril de 1970) foi um bispo católico brasileiro.
Foi arcebispo da Arquidiocese de Aracaju de 1960 a 1970.
Aos 24 anos, foi ordenado sacerdote em Limoeiro (Pernambuco), onde permaneceu até 1954. Foi bispo auxiliar no Rio de Janeiro e, em 1957, já bispo, foi enviado a Aracaju para substituir dom Fernando Gomes dos Santos. Foi ordenado arcebispo em 1960.